# Miliolinella
Miliolinella es un género de foraminífero bentónico de la subfamilia Miliolinellinae, de la familia Hauerinidae, de la superfamilia Milioloidea, del suborden Miliolina y del orden Miliolida. Su especie tipo es Vermiculum subrotundum. Su rango cronoestratigráfico abarca desde el Tortoniense inferior (Mioceno medio) hasta la actualidad.

## Clasificación
Se han descrito numerosas especies de Miliolinella. Entre las especies más interesantes o más conocidas destacan:
- Miliolinella subrotunda
- Miliolinella vellai

Un listado completo de las especies descritas en el género Miliolinella puede verse en el siguiente anexo.